# Isonychus gracilis
Isonychus gracilis är en skalbaggsart som beskrevs av Hermann Burmeister 1855. Isonychus gracilis ingår i släktet Isonychus och familjen Melolonthidae. Inga underarter finns listade i Catalogue of Life.